# 마이클 제임스 더프
마이클 제임스 더프(Michael James Duff)는 영국의 이론물리학자이다. 현재 임페리얼 칼리지 런던의 압두스 살람 이론 물리학 석좌교수(Abdus Salam Chair of Theoretical Physics)이다.